# Ernst-Moritz-Arndt-Realschule Kreuztal
Die Ernst-Moritz-Arndt-Realschule Kreuztal (RSK) ist eine weiterführende Schule in Kreuztal, Kreis Siegen-Wittgenstein.
Erstmals wurde die Schule bereits 1859 im Amtsblatt der Königlichen Regierung zu Arnsberg als „Privat-Knabenschule“ erwähnt. Lehrer Eduard Knipping hatte am 18. Februar des Jahres die Konzession zur Eröffnung erhalten. In den Folgejahren wechselte die Schule öfters den Standort und wurde wiederholt umbenannt.
Im Frühjahr 1964 wurde das jetzige Schulgebäude im „Hessengarten“ eingeweiht, und die Schule erhielt 1969 nach Gründung der Stadt Kreuztal ihren endgültigen Namen.
Heute hat die Schule rund 650 Schüler. Bereits 1957 wurde ein Förderverein gegründet.
Zusammen mit der Clara-Schumann-Gesamtschule und dem Städtischen Gymnasium Kreuztal (bis November 2008 Friedrich-Flick-Gymnasium) bildet sie das Schulzentrum Kreuztal. Neben den drei weiterführenden Schulen befinden sich dort auch die örtliche Stadthalle, eine Dreifachturnhalle und das Stadion „Stählerwiese“.
Bundesweit in die Schlagzeilen geriet die Schule im April 2008, als während einer Klassenfahrt drei Schüler schon früh morgens so viel Spirituosen tranken, dass ein Rettungshubschrauber gerufen wurde und eine halbstündige Sperrung der Autobahn A 45 verursacht wurde.